# 1992 no jornalismo
Nesta página encontrará referências aos acontecimentos directamente relacionados com o jornalismo ocorridos durante o ano de 1992.

## Nascimentos
| Data | Nome | Profissão | Nacionalidade | Observações | Ref |
| ---- | ---- | --------- | ------------- | ----------- | --- |

## Mortes
| Data            | Nome             | Profissão  | Nacionalidade | Observações | Ref |
| --------------- | ---------------- | ---------- | ------------- | ----------- | --- |
| 23 de fevereiro | Cristina Tavares | jornalista | Brasil        | n. 1934     |     |